# 瑪格利塔 (恰帕斯州)
瑪格利塔是墨西哥的城市，由恰帕斯州負責管轄，位於該國東南部，距離科米坦德多明格斯25公里，始建於1871年12月9日，海拔高度1,521米，2010年人口20,786。

## 外部連結
- Las Margaritas